# Oxyrhopus formosus
Espèce
Synonymes
- Coluber formosus Wied-Neuwied, 1820
- Oxyrhopus leucocephalus Duméril, Bibron & Duméril, 1854
- Oxyrhopus labialis Jan, 1863
- Oxyrhopus submarginatus Peters, 1871
- Clelia peruviana Griffin, 1916
- Oxyrhopus iridescens Werner, 1927

Oxyrhopus formosus  est une espèce de serpents de la famille des Dipsadidae.

## Répartition
Cette espèce se rencontre en Amérique du Sud à l'exception du Chili, de l'Argentine, du Paraguay et de l'Uruguay.

## Publication originale
- Wied-Neuwied, 1820 : Über die Cobra coral oder Cobra coraes der Brasilianer. Nova Acta Academiae Caesareae Leopoldino, vol. 10, no 1, p. 105-110.